# Polycentropus armeniacus
Polycentropus armeniacus är en nattsländeart som beskrevs av Martynov 1934. Polycentropus armeniacus ingår i släktet Polycentropus och familjen fångstnätnattsländor. Inga underarter finns listade i Catalogue of Life.